# Dacus magnificus
Dacus magnificus är en tvåvingeart som beskrevs av White och Goodger 2009. Dacus magnificus ingår i släktet Dacus och familjen borrflugor.
Artens utbredningsområde är Tanzania. Inga underarter finns listade i Catalogue of Life.